# Any Day Now (album de Scott Walker)
Pour les articles homonymes, voir Any Day Now.
Albums de Scott Walker
'Til The Band Comes In
(1970) Stretch
(1973)
Any Day Now est le sixième album studio de Scott Walker sorti en 1973. Comme beaucoup d'albums de Walker datant de cette époque, il n'a pas été ré-édité, ce qui le rend rare.

## Titres
| No  | Titre                                 | Durée |
| --- | ------------------------------------- | ----- |
| 1.  | Any Day Now - Burt Bacharach          |       |
| 2.  | All My Love's Laughter                |       |
| 3.  | Do I Love You ? - Paul Anka           |       |
| 4.  | Maria Bethania - Caetano Veloso       |       |
| 5.  | Cowboy - Randy Newman                 |       |
| 6.  | When You Get Right Down to It         |       |
| 7.  | If                                    |       |
| 8.  | Ain't No Sunshine                     |       |
| 9.  | The Me I Never Knew - John Barry      |       |
| 10. | If Ships Were Made to Sail            |       |
| 11. | We Could Be Flying - Michel Colombier |       |